# C’-po
C’-po (čínsky pchin-jinem Zībó, znaky 淄博) je městská prefektura v Čínské lidové republice, kde patří k provincii Šan-tung. Celá prefektura má rozlohu 5 965 čtverečních kilometrů a v roce 2020 v ní žilo přes 4,7 milionu obyvatel, z více než 99 procent Chanů.

## Dějiny
C’-po bývalo hlavním městem království Čchi, jednoho z nejvýznamnějších států Období Jara a Podzimu i Období válčících států, patřilo tedy k nejvýznamnějším městům historické Číny.

## Poloha
C’-po leží ve středu provincie Šan-tung jižně od Žluté řeky. Prefektura hraničí na západě s Ťi-nanem, hlavním městem provincie, na jihu se prefekturou Lin-i, na východě s Wej-fangem, na severovýchodě s Tung-jingem a na severu s prefekturou Pin-čou.

## Administrativní členění
Městská prefektura C’-po se člení na osm celků okresní úrovně, a sice pět městských obvodů a tři okresy.
| C’-čchuan Čang-tien Po-šan Lin-c’ Čou-cchun okres · Chuan-tchaj okres · Kao-čching okres · I-jüan |        |                       |                    |                                  |
| Název                                                                                             | Název  | Počet obyvatel (2020) | Rozloha km² (2020) | Hustota zalidnění (obyv. na km²) |
| český přepis                                                                                      | znaky  | Počet obyvatel (2020) | Rozloha km² (2020) | Hustota zalidnění (obyv. na km²) |
| Městské obvody                                                                                    |        |                       |                    |                                  |
| C’-čchuan                                                                                         | 淄川区 | 646 685               | 959                | 674                              |
| Čang-tien                                                                                         | 张店区 | 1 272 967             | 359                | 3 548                            |
| Po-šan                                                                                            | 博山区 | 410 643               | 697                | 589                              |
| Lin-c’                                                                                            | 临淄区 | 649 160               | 668                | 972                              |
| Čou-cchun                                                                                         | 周村区 | 407 016               | 308                | 1 324                            |
| Okresy                                                                                            |        |                       |                    |                                  |
| Chuan-tchaj                                                                                       | 桓台县 | 489 479               | 504                | 971                              |
| Kao-čching                                                                                        | 高青县 | 313 130               | 835                | 375                              |
| I-jüan                                                                                            | 沂源县 | 515 058               | 1 636              | 315                              |
|                                                                                                   |        |                       |                    |                                  |
| Celkem                                                                                            | Celkem | 4 704 138             | 5 965              | 789                              |

### Doprava
Je zde železniční stanice na vysokorychlostní trati Peking – Šanghaj.

## Partnerská města
- Batumi, Gruzie
- Bergamo, Itálie
- Bournemouth, Spojené království
- Bratsk, Rusko
- Erie, Pensylvánie, Spojené státy americké
- Kamo, Japonsko
- Kwangdžu, Jižní Korea
- La Roche-sur-Yon, Francie
- São José dos Pinhais, Brazílie
- Veliký Novgorod, Rusko